# One of a Kind (Bruford)
One of a Kind is het tweede muziekalbum van de jazzrockformatie Bruford. Bij de totstandkoming ervan had Annette Peacock de band verlaten.

## Musici
- Allan Holdsworth – gitaar;
- Jeff Berlin – basgitaar;
- Dave Stewart – toetsen;
- Bill Bruford – slagwerk.

## Composities
1. Hell's bells (DS/Alan Gowen)
2. One of a kind (part 1) (BB)
3. One of a kind (part 2) (BB/DS)
4. Travels with myself- and someone else (BB)
5. Fainting in coils (BB)
6. 5G (hier nog Five G genoemd)(JB/BB/DS)
7. The Abingdon chasp (AH)
8. Forever until Sunday (BB)
9. The Sahara of snow (part 1) (BB)
10. The Sahara of snow (part 2) (BB/Eddie Jobson)